# Поджемски, Брэндин
Брэндин Поджемски (англ. Brandin Podziemski; род. 25 февраля 2003, Greenfield, Висконсин) — американский профессиональный баскетболист, выступающий за команду НБА «Голден Стэйт Уорриорз».

## Профессиональная карьера
«Голден Стэйт Уорриорз» выбрали Поджемски под общим 19-м номером на драфте НБА 2023 года. 3 июля 2023 года Поджемски подписал с клубом контракт.
12 декабря 2023 года в матче против «Финикс Санз» Поджемски стал вторым новичком «Голден Стэйт Уорриорз», набравшим более 20 очков, 10+ подборов (11) и 5 или более результативных передач в одной игре, после двукратного MVP НБА Стефена Карри, который сделал это в сезоне 2009/2010. 16 декабря 2023 года Поджемски набрал 19 очков, сделал пять подборов, пять передач, три перехвата и реализовал рекордные в карьере 4 трёхочковых, одержав победу над «Бруклин Нетс» со счётом 124:120. 25 декабря 2023 года в матче против «Денвер Наггетс» Поджемски стал первым новичком в истории НБА, набравшим 9+ подборов, 6+ передач, 5+ перехватов и 3+ трёхочковых в одной игре (в тот вечер на его счету было 13 очков, 9 подборов, 6 передач и 5 перехватов). 14 января 2024 года в матче против «Милуоки Бакс» он набрал 23 очка и записал на свой счёт 10 подборов, 3 результативные передачи и 2 перехвата за игру. 16 февраля 2024 года Поджемски принял участие в Матче восходящих звёзд НБА в Индианаполисе за команду Пау Газоля. 21 мая 2024 года Поджемски был включен в 1-ю сборную новичков НБА. Перед Олимпийскими играми Поджемски был вызван во вторую сборную США вместе со своим товарищем по команде Трейсом Джексоном-Дэвисом, для участия в подготовки основной сборной.

## Личная жизнь
Поджемски имеет польское происхождение и выражал заинтересованность в получении польского гражданства, чтобы выступать за сборную Польши.

## Статистика

### Статистика в НБА
| Сезон                                                                                    | Команда      | Регулярный сезон | Регулярный сезон | Регулярный сезон | Регулярный сезон | Регулярный сезон | Регулярный сезон | Регулярный сезон | Регулярный сезон | Регулярный сезон | Регулярный сезон | Регулярный сезон | Серия плей-офф | Серия плей-офф | Серия плей-офф | Серия плей-офф | Серия плей-офф | Серия плей-офф | Серия плей-офф | Серия плей-офф | Серия плей-офф | Серия плей-офф | Серия плей-офф |
| Сезон                                                                                    | Команда      | GP               | GS               | MPG              | FG%              | 3P%              | FT%              | RPG              | APG              | SPG              | BPG              | PPG              | GP             | GS             | MPG            | FG%            | 3P%            | FT%            | RPG            | APG            | SPG            | BPG            | PPG            |
| ---------------------------------------------------------------------------------------- | ------------ | ---------------- | ---------------- | ---------------- | ---------------- | ---------------- | ---------------- | ---------------- | ---------------- | ---------------- | ---------------- | ---------------- | -------------- | -------------- | -------------- | -------------- | -------------- | -------------- | -------------- | -------------- | -------------- | -------------- | -------------- |
| 2023/24                                                                                  | Голден Стэйт | 74               | 28               | 26,6             | 45,4             | 38,5             | 63,3             | 5,8              | 3,7              | 0,8              | 0,2              | 9,2              | Не участвовал  | Не участвовал  | Не участвовал  | Не участвовал  | Не участвовал  | Не участвовал  | Не участвовал  | Не участвовал  | Не участвовал  | Не участвовал  | Не участвовал  |
|                                                                                          | Всего        | 74               | 28               | 26,6             | 45,4             | 38,5             | 63,3             | 5,8              | 3,7              | 0,8              | 0,2              | 9,2              | Не участвовал  | Не участвовал  | Не участвовал  | Не участвовал  | Не участвовал  | Не участвовал  | Не участвовал  | Не участвовал  | Не участвовал  | Не участвовал  | Не участвовал  |
| Наведите курсор мыши на аббревиатуры в заголовке таблицы, чтобы прочесть их расшифровку. |              |                  |                  |                  |                  |                  |                  |                  |                  |                  |                  |                  |                |                |                |                |                |                |                |                |                |                |                |

### Статистика в NCAA
| Сезон | Команда     | Conf    | Class | GP | GS | MPG  | FG%  | 3P%  | FT%  | RPG | APG | SPG | BPG | PPG  |
| --- | ----------- | ------- | ----- | -- | -- | ---- | ---- | ---- | ---- | --- | --- | --- | --- | ---- |
| 2021/22 | Иллинойс    | Big Ten | FR    | 16 | 0  | 4,3  | 42,1 | 23,1 | 75,0 | 0,9 | 0,3 | 0,1 | 0,0 | 1,4  |
| 2022/23 | Санта-Клара | WCC     | SO    | 32 | 32 | 36,0 | 48,3 | 43,8 | 77,1 | 8,8 | 3,7 | 1,8 | 0,5 | 19,9 |
| Всего | Всего       | Всего   | Всего | 48 | 32 | 25,4 | 48,0 | 42,4 | 77,0 | 6,1 | 2,5 | 1,2 | 0,5 | 13,7 |
| Наведите курсор мыши на аббревиатуры в заголовке таблицы, чтобы прочесть их расшифровку Статистика приведена с сайта sports-reference.com |             |         |       |    |    |      |      |      |      |     |     |     |     |      |